# Macrohymenium muelleri
Macrohymenium muelleri là một loài rêu trong họ Sematophyllaceae. Loài này được Dozy & Molk. mô tả khoa học đầu tiên năm 1848.